# Destroy Rock & Roll
A 2004-es Destroy Rock & Roll Mylo első nagylemeze. A brit albumlistán a 26. helyig jutott. Szerepel az 1001 lemez, amit hallanod kell, mielőtt meghalsz című könyvben.

## Az album dalai
|     | Cím                        | Szerző(k)      | Hossz |
| --- | -------------------------- | -------------- | ----- |
| 1.  | Valley of the Dolls        | Myles MacInnes | 3:26  |
| 2.  | Sunworshipper              | Myles MacInnes | 3:26  |
| 3.  | Muscle Cars                | Myles MacInnes | 3:39  |
| 4.  | Drop the Pressure          | Myles MacInnes | 4:15  |
| 5.  | In My Arms                 | Myles MacInnes | 3:46  |
| 6.  | Guilty of Love             | Myles MacInnes | 3:06  |
| 7.  | Paris Four Hundred         | Myles MacInnes | 3:32  |
| 8.  | Destroy Rock & Roll        | Myles MacInnes | 4:07  |
| 9.  | Rikki                      | Myles MacInnes | 3:18  |
| 10. | Otto's Journey             | Myles MacInnes | 3:58  |
| 11. | Musclecar (Reform Reprise) | Myles MacInnes | 3:53  |
| 12. | Zenophile                  | Myles MacInnes | 4:08  |
| 13. | Need You Tonite            | Myles MacInnes | 4:51  |
| 14. | Emotion 98.6               | Myles MacInnes | 5:36  |

## Közreműködők
- Kevin Kennedy – programozás, producer, hangmérnök, keverés, hangszerelés
- Myles MacInnes – producer
- Aldo Martin – producer
- Phantom – művészeti vezető, design
- Anu Pillai – producer
- Dan Russell – ének
- William Threlfall – producer, hangmérnök, keverés
- Tom Urie – ének

## Fordítás
Ez a szócikk részben vagy egészben a Destroy Rock & Roll című angol Wikipédia-szócikk ezen változatának fordításán alapul.  Az eredeti cikk szerkesztőit annak laptörténete sorolja fel. Ez a jelzés csupán a megfogalmazás eredetét és a szerzői jogokat jelzi, nem szolgál a cikkben szereplő információk forrásmegjelöléseként.